# Christian Bille af Dybeck
Christian Bille af Dybeck (tidigare Bille), född 8 februari 1641, död 17 augusti 1714 i Köpenhamn, var en svensk adelsman. 

## Biografi
Christian Bille (Bilde) af Dybeck föddes 1641. Han var son till landsdomaren Lage Bille och Pernille Marsvin. Bille blev svensk adelsman 1664 med namnet Bille af Dybeck och introducerades samma år som nummer 28. Under det Skånska kriget besökte Bille amiral Cornelis Tromp i Ystad tillsammans med släktingarna Jörgen Krabbe och Holger Thott när danskarna återtog Skåne och Blekinge förutom Malmö i juni/juli 1676. När situationen blev mer kaotisk tog Bille först skydd hos Jörgen Krabbe på Krageholm.Tillsammans med sin gravida fru hade han flytt en svensk trupp som hotade att bränna allt. När svenska myndigheterna meddelade att alla adliga skåningar måste bege sig upp till det egentliga Sverige med sina familjer, så reste Bille och Krabbe till danska härlägret och bad danska myndigheterna att hjälpa dem ut ur "labyrinten". Sedan fortsatte de två in till svenske generalguvernören Sperling i Malmö för att be om tillstånd att få bli kvar. Vid detta tillfälle arresterades dock Krabbe och senare avrättades han på Malmö Stortorg. Bille gick då över till danskarnas sida. Bille avled 1714 i Köpenhamn och slöt därmed ätten.
Bille ägde Snogeholms slott i Sövde socken, Havrelykke i Fuglse härad, Simontorps säteri i Blentarps socken och Dybäcks slott i Östra Vemmenhögs socken.

### Familj
Bille var gift med Karen Vind (1657–1698). Hon var dotter till hovjunkaren Christian Vind och Mette Iversdotter Krabbe. De fick tillsammans barnen Mette Bille af Dybeck (död ung), kvartermästaren Christian Bille af Dybeck (död 1708) vid Smålands tremänningsinfanteriregemente, Lave Bille af Dybeck (död ung) Mette Bille af Dybeck (1676–1721) som var gift med ryttmästaren Johan Christoffer Löwen och Petronella Catharina Bille af Dybeck (1680–1746) som var gift med domprosten Thomas Ihre i Linköpings församling och assessorn Nils Bildensköld.